# Emil Haas
Emil Haas (* 28. Juli 1903 in Neitersen; † 15. März 1977 in Altenkirchen (Westerwald)) war ein deutscher Beamter und Politiker (SPD).

## Leben
Haas besuchte das Lehrerseminar und studierte nach dem Abitur Geschichte, Deutsch und Wirtschaftsgeographie. Er schloss das Studium mit dem Staatsexamen und der Promotion zum Dr. phil. in Wirtschafts- und Rechtsgeschichte ab. Danach war er zunächst im Schuldienst und dann in der landwirtschaftlichen Verwaltung tätig, wo er Landwirtschaftsrat wurde. 1937–1945 war er Abteilungsleiter bei der Landesbauernschaft Westmark in Kaiserslautern, Gauschulungsbeauftragter der Landesbauernschaft Westmark und 1943 Gauschulungsredner. Nach 1945 war er Geschäftsführer des Bauernverbands Altenkirchen.

## Politik
Zum 1. Oktober 1932 trat Haas der NSDAP bei (Mitgliedsnummer 1.347.503). Von 1933 bis 1934 war er in der Deutschen Christenbewegung als Obmann innerhalb der Gemeinde aktiv. 1933 wurde er Mitglied des NSLB und dort bis 1934 Unterabteilungsleiter der Fachschaft 4. Ab 1934 war er Mitglied der NSV und wurde 1937 Abschnittsobmann. Der Säuberungsvorschlag des Untersuchungsausschusses Altenkirchen vom 16. März 1948 lautete: Mitläufer und 3000 RM Geldbuße, abgegolten durch Verdienstausfall und Verlust der gesamten Habe.
1950 wurde er Amtsbürgermeister des Amts Altenkirchen und Bürgermeister der Stadt Altenkirchen und 1952 Mitglied des Kreistags und des Kreisausschusses Altenkirchen, wo er auch Fraktionsvorsitzender war.
1959 wurde er im Wahlkreis 1 in den vierten Landtag Rheinland-Pfalz gewählt, dem er zwei Wahlperioden lang bis 1967 angehörte. Im Landtag war er Mitglied im agrarpolitischen Ausschuss und kulturpolitischen Ausschuss.